# Язык управления заданиями
Язык управления заданиями (англ. Job Control Language, JCL) — язык программирования, применяющийся в операционных системах мейнфреймов фирмы IBM линии OS/360, MVS, OS/390, z/OS и их клонах, включая ОС ЕС, TKS и БОС. В линии IBM DOS/360, DOS/VS, VSE, z/VSE реализована частично совместимая версия JCL. В гостевой ОС IBM GCS реализовано подмножество JCL.
Применяется для управления запуском пакетных заданий. В силу функционального назначения, обладает минимальными выразительными свойствами как, собственно, язык программирования.
Синтаксис оператора исходно был жестко привязан к определенным позициям (колонкам) на перфокарте:
- в первых колонках — признак типа карты:
  - // — карта оператора. Карта, содержащая только символы // в начальных позициях — пустой оператор. Пустой оператор указывает на завершение описания задания.
  - /* — конец данных, вводимых во входном потоке,
  - //* — строка комментариев
- Если это карта оператора, то далее может идти имя оператора (до 8 символов). Это имя используется для ссылок на данный оператор из других операторов, а также для идентификации оператора в сообщениях ОС. Имя оператора JOB является именем задания в системе.
- затем через как минимум один пробел (в ранних версиях — строго с 10-й колонки) следует оператор языка:
  - JOB — описание задания
  - EXEC — описание шага задания
  - DD — описание используемого в шаге задания набора данных или устройства ввода-вывода (по одному оператору на каждый используемый ресурс).
- затем через как минимум один пробел идут параметры оператора, перечисляемые через запятую. Пробелы между параметрами недопустимы. Если параметры не умещаются на одной карте с оператором, они могут быть продолжены на картах продолжения. В ранних версиях для указания наличия карт продолжения нужно было указать в 71-й колонке символ, отличный от пробела (обычно это была латинская буква X), а список параметров на карте продолжения должен был начинаться строго с 16-й колонки. В более современных версиях достаточно отделить параметры хотя бы одним пробелом от начальных //.
- Колонки с 72-й по 80 отводились под нумерацию карт для предотвращения нарушения порядка карт.

Этот синтаксис остался с тех времён, когда задание вводилось с перфокарт (80-колоночных) и позволяет предохранить от случайного запуска на выполнение информации с неправильно вставленных (перевёрнутых) карт.
В целях обеспечения совместимости он не менялся с 1960 гг. и продолжает применяться в современных версиях операционных систем z/OS и z/VSE.

## Пример
Эта последовательность команд («задание» в терминах ОС ЕС) копирует содержимое набора данных IS198.TEST.INPUT в набор данных IS198.TEST.OUTPUT.
```
//IS198CPY JOB (IS198T3*0500),'COPY JOB',CLASS=L,MSGCLASS=X
//COPY01   EXEC PGM=IEBGENER
//SYSPRINT DD  SYSOUT=A
//SYSUT1   DD  DSN=IS198.TEST.INPUT,DISP=SHR
//SYSUT2   DD  DSN=IS198.TEST.OUTPUT,
//           DISP=(NEW,CATLG,DELETE),
//           SPACE=(CYL,(40,5),RLSE),
//           DCB=(LRECL=115,BLKSIZE=0),
//           DATACLAS=SEQFB
//SYSIN    DD  DUMMY
//
```

Копирование осуществляет служебная программа IEBGENER, которая копирует входной набор данных (SYSUT1) в выходной набор данных (SYSUT2). 
Для нового (DISP=(NEW,CATLG,DELETE)) выходного набора данных будет выделено место (параметр SPACE) на устройстве прямого доступа: 40 цилиндров изначально и  15 раз по 5 цилиндров, когда первоначально выделенное место будет израсходовано. При успешном завершении задания новый набор данных будет каталогизирован (DISP=(NEW,CATLG,DELETE), а в случае аварийного завершения — удален (DISP=(NEW,CATLG,DELETE))
Кроме того, у программы есть входной поток (SYSIN - не используется (DUMMY)) и выходной поток (SYSPRINT). 
Оператор JOB описывает учетную информацию пользователя (формат зависит от настроек системы) и параметры выполнения задания. В данном примере задание выполняется с классом L (параметры класса определяет системный администратор при настройке ОС), служебные сообщения будут выводиться в выходную очередь класса A. Имя, заданное в качестве метки оператора JOB (IS198CPY), будет использовано в качестве идентификатора задания во время его выполнения.
В юниксоподобной системе аналогичное действие выглядело бы как
cp IS198.TEST.INPUT IS198.TEST.OUTPUT
Следует однако иметь в виду, что «задание» в терминах «традиционных» ОС для mainframe всё же не является прямым аналогом командного файла в юниксоподобной системе. Обработка заданий выполняется специальной системной программой — Планировщиком заданий. Так как язык управления заданиями описывает не только порядок выполнения определенных программ, но и все необходимые для этого ресурсы (имена наборов данных и место под них, устройства ввода-вывода, требования к оперативной памяти и времени центрального процессора и т.д.). Планировщик организовывает порядок выполнения заданий так, чтобы наиболее эффективно использовать доступные вычислительные ресурсы с минимальным вмешательством человека-оператора.